# Hans Kurath
Hans Kurath (* 13. Dezember 1891 in Villach; † 2. Januar 1992 in Ann Arbor) war ein amerikanischer Sprachwissenschaftler österreichischer Herkunft. Er ist vor allem bekannt als Autor des ersten amerikanischen Sprachatlasses, des Linguistic Atlas of New England, als Initiator der American Linguistic Atlas Projects (LAP) und als erster Hauptherausgeber des Middle English Dictionary.

## Leben
Kurath emigrierte 1907 in die USA und wurde 1912 amerikanischer Staatsbürger. Er studierte an den Universitäten von Texas und Chicago. Seine Promotion schloss er 1920 ab.
Anschließend unterrichtete er als Professor Deutsch an der Northwestern University (1920–1927), danach als Professor Deutsch und Sprachwissenschaft an der Ohio State University (1927–31) sowie an der Brown University (1931–1946). Schließlich wurde er Professor für Englisch und Sprachwissenschaft an der University of Michigan, Ann Arbor (1946–1962).
1933 wurde Kurath in die American Academy of Arts and Sciences gewählt. 1941 war er Präsident der Linguistic Society of America. 1948 erhielt er den Loubat Prize für Linguistic atlas of New England. 1959 wurde er mit der Ehrendoktorwürde der University of Chicago ausgezeichnet.

## Wissenschaftliche Interessen
- Lexikographie
- Dialektologie
- Amerikanisches Englisch
- Mittelenglische Sprache

## Werke (Auswahl)
- Linguistic Atlas of New England, 3 vols., New York, 1939–43
- Handbook of the Linguistic Geography of New England, Providence, 1939
- A Word Geography of the Eastern United States, Ann Arbor, 1949
- Hauptherausgeber der ersten Bände des Middle English Dictionary, von 1946 bis 1962, Ann Arbor.